# Handskerum
Et handskerum er en fralægningsplads i en bil.
Det er som oftest placeret oven over forsædepassagerens fodrum, under airbagenheden i passagersiden og integreret i instrumentbrættet. I de fleste biler kan det lukkes med en klap, som ofte også kan låses med bilnøglen. I varebiler ses også åbne udgaver.
Ofte er der på indersiden af klappen monteret holder til kopper og kuglepenne. I moderne biler med aircondition er der også mulighed for at lade kold luft strømme ind i handskerummet for at afkøle mad- og drikkevarer.
Betegnelsen handskerum kommer oprindeligt fra gamle biler (ofte uden fast tag og varme), hvor handsker var et vigtigt udstyr for føreren for at beskytte hænderne mod kold luft, ligesom i dag med motorcykler, og derfor lavede bilfabrikanterne et opbevaringsrum til handskerne.
- Wikimedia Commons har flere filer relateret til Handskerum